# Aglaomorpha hieronymi
Aglaomorpha hieronymi är en stensöteväxtart som först beskrevs av Guido Georg Wilhelm Brause, och fick sitt nu gällande namn av Edwin Bingham Copeland. Aglaomorpha hieronymi ingår i släktet Aglaomorpha och familjen Polypodiaceae. Inga underarter finns listade.